# Solomon Stoddard
Solomon Stoddard (ur. 27 września 1643, zm. 11 lutego 1729) – pastor kongregacjonistyczny w kolonii Massachusetts. Zastąpił na tym stanowisku wielebnego Eleazera Mathera i około 1670 ożenił się z wdową po nim. Ukończył Harvard College i został w nim bibliotekarzem. Od 1669 wygłaszał kazania. Był dziadkiem purytańskiego teologa Jonathana Edwardsa. Jednym z jego potomków był podróżnik, reportażysta i wykładowca John Lawson Stoddard.